# Hopkinton (Massachusetts)
Hopkinton é uma vila localizada no condado de Middlesex no estado estadounidense de Massachusetts. No Censo de 2010 tinha uma população de 14.925 habitantes e uma densidade populacional de 206,63 pessoas por km².

## Geografia
Hopkinton encontra-se localizado nas coordenadas 42° 13′ 27″ N, 71° 32′ 26″ O. Segundo a Departamento do Censo dos Estados Unidos, Hopkinton tem uma superfície total de 72.23 km², da qual 68.02 km² correspondem a terra firme e (5.83%) 4.21 km² é água.

## Demografia
Segundo o censo de 2010, tinha 14.925 pessoas residindo em Hopkinton. A densidade populacional era de 206,63 hab./km². Dos 14.925 habitantes, Hopkinton estava composto pelo 93.15% brancos, o 0.82% eram afroamericanos, o 0.07% eram amerindios, o 4.39% eram asiáticos, o 0% eram insulares do Pacífico, o 0.37% eram de outras raças e o 1.2% pertenciam a duas ou mais raças. Do total da população o 1.79% eram hispanos ou latinos de qualquer raça.